# Односи Црне Горе и Турске
Односи Црне Горе и Турске су инострани односи Црне Горе и Турске Републике.

## Историја односа
Скоро пуних стотину година пре владике Данила извојевали су Црногорци под вођством владике Рувима, у бици код Љешкопоља 1604. године, победу над Турцима.
За време владавине султана Абдула Хамида, црногорски суверен је два пута посјетио Цариград (1883. И 1889. године). Султан је књазу Николи указао највише државничке почасти и поклонио му дворац Емиргијан на Босфору, расног коња арапског и јахту која је касније названа "Румија".

## Односи
Турска је званично признала Црну Гору 12. јуна 2006. године. Дипломатски односи између двије државе успостављени су 3. јула 2006. године.
Обе државе су чланице Уније за Медитеран и Савета Европе.

### Дипломатски представници

#### У Анкари
Амбасада Црне Горе у Републици Турској покрива Азербејџан и Иран.
- Бранко Милић, амбасадор, 2014. -[4]
- Рамо Бралић, амбасадор, 2010. -[3]

#### У Цариграду
- Петар Пламенац, отправник послова, 1912.[2]
- Јово Поповић, 1909. - 1910.
- Душан Греговић, 1907. - 1909.
- Душан Дрецун, 1906. - 1907.
- Јован Матановић, 1903. - 1906.
- Митар Бакић, посланик, 1890. - 1903.
- Митар Пламенац, посланик, 1887. - 1889.
- Митар Бакић, посланик, 1884. - 1887.
- Гавро Вуковић, посланик, 1882. - 1884.
- Гавро Вуковић, посланик, 1879. - 1880.
- Станко Радоњић, посланик, 1879.[5]

#### У Подгорици
- Мехмет Нијази Танилир, амбасадор, 2012. -[3]

#### У Цетињу
- Алил Беј, - 1912.
- Алфред Рустем, 1911. -
- Сахредин Беј, посланик, 1910. - 1911.
- Абдул Баки бег
- генерал Ајдиноглу Ахмед Февзи паша, 1891. - 1908.
- Ахмед Тефик бег, - 1891.
- Сејфулах
- Џеват - Паша, - 1889.
- Хасан - Хусини, 1888. - 1889.
- Риза - Бег, министар резидент, 1881. - 1884.
- Халид - Беј, 1879. -[2]